# Casa Bandeirista do Itaim
A Casa Bandeirista do Itaim é uma construção do século XVIII localizada na Avenida Brigadeiro Faria Lima, nº 3477, no bairro do Itaim Bibi, na cidade de São Paulo. O imóvel foi tombado pelo CONDEPHAAT, no ano de 1982, e pelo CONPRESP, em 1991. Em 1997 foi apresentado o projeto de restauro do imóvel, mas as obras só tiveram início em junho de 2008. Em 2019 passou a funcionar, no local, o Instituto Casa Bandeirista, que é um centro de referência histórica liderado por um grupo empresarial e uma instituição financeira.

## História
Casa bandeirista é um estilo de construção colonial próprio da Capitania de São Paulo, não significando que o imóvel tenha sido construído, ou habitado, por bandeirantes. A Casa Bandeirista do Itaim tem nove cômodos, que incluem sala, quartos e capela. Foi sede do Sítio Itaim que, no ano de 1896, foi adquirido pelo general Couto de Magalhães, herói da Guerra do Paraguai e último presidente da Província de São Paulo. Mais tarde o sítio foi adquirido por Leopoldo Couto de Magalhães, que tinha o apelido “Bibi”. Em 1914, seu filho, Leopoldo Couto de Magalhães Júnior, loteou o sítio, dando origem ao bairro do Itaim Bibi.
Em 1922 começou a funcionar, na casa bandeirista, um sanatório que cuidava de pessoas com doenças mentais; que permaneceu no local até 1980, mas, nesse período, o imóvel passou pelas mãos de mais dois proprietários. Até o ano de 1982, quando foi tombado pelo CONDEPHAAT, o imóvel passou por diversas reformas. Em 1991 houve o tombamento pelo CONPRESP.
Depois do tombamento, o imóvel permaneceu abandonado, se deteriorando, até o ano de 2007, quando, já nas mãos do Grupo Victor Malzoni, começaram os trabalhos de restauro, que foram concluídos no final de 2011. Em 2019 começou a funcionar, no imóvel, o Instituto Casa Bandeirista; que recebe ações culturais e inclusivas referentes ao meio ambiente, artes, convivência e tecnologia. O imóvel é aberto à população, podendo ser visitado, gratuitamente.
Tombamento
| Órgão      | Data               | Documento                 |
| ---------- | ------------------ | ------------------------- |
| CONDEPHAAT | 1982               | Resolução SC nº 46        |
| CONPRESP   | 5 de abril de 1991 | Resolução nº 05 (item 48) |

## Detalhes
A casa tem aparência simples, com telhado de quatro águas conforme a tradição bandeirista, e o seu projeto original foi preservado graças ao minucioso trabalho de restauro. As paredes são caiadas de branco com as portas e janelas de madeira cumaru, de alta resistência. As fechaduras e chaves foram refeitas, em ferro, exatamente como eram as originais. Paredes de taipa de pilão foram totalmente restauradas, no cômodo da capela. Partes lacunosas foram recompostas com materiais e técnicas construtivas modernas. O restauro permite que o visitante consiga distinguir os trechos maciços, de taipa recoberto com reboco carioca, usado no Brasil desde 1600. As partes recompostas em solo-cimento foram finalizadas com massa lisa, a fim de evidenciar a intervenção.

## Galeria

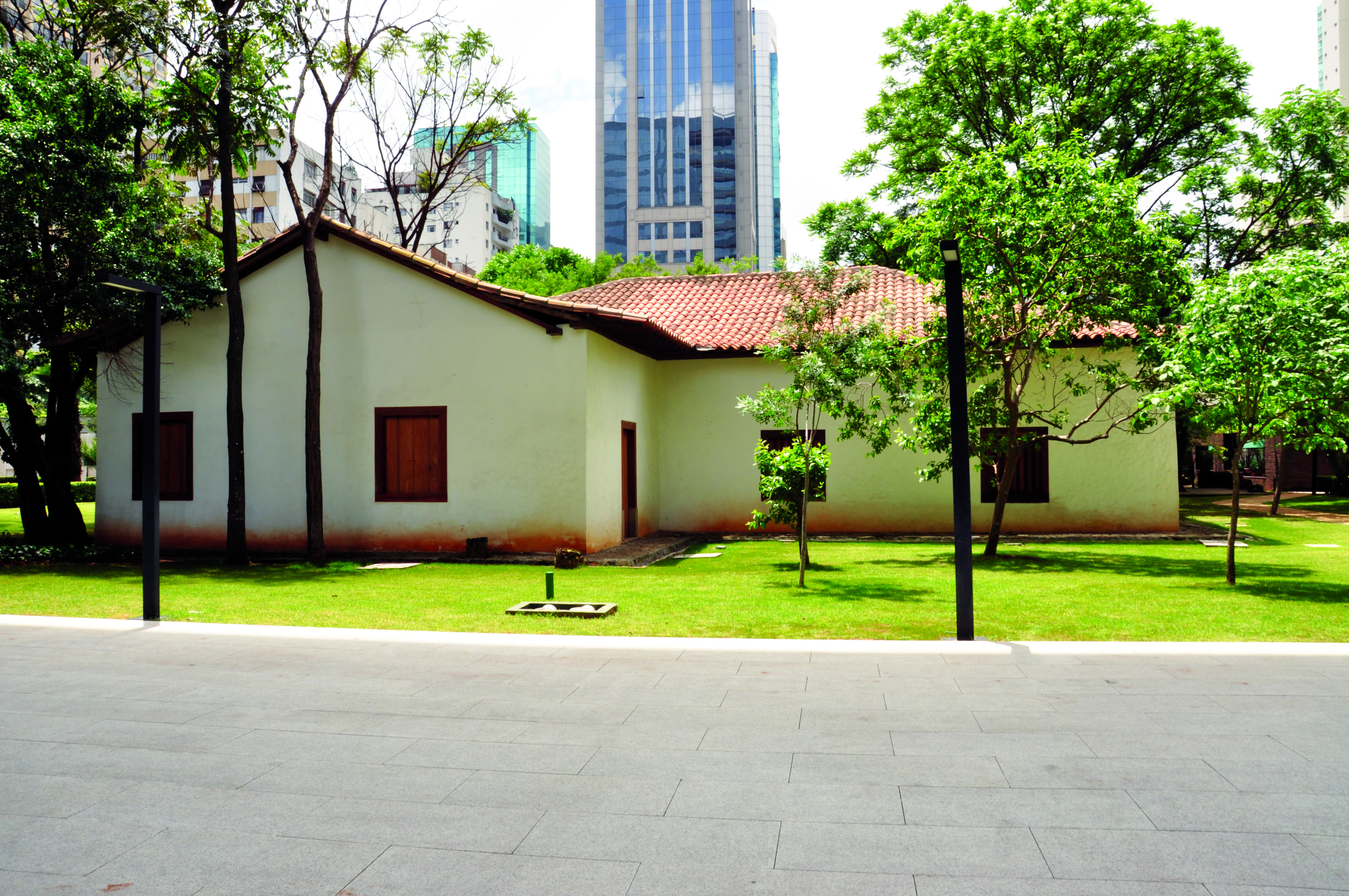
Casa Bandeirista do Itaim
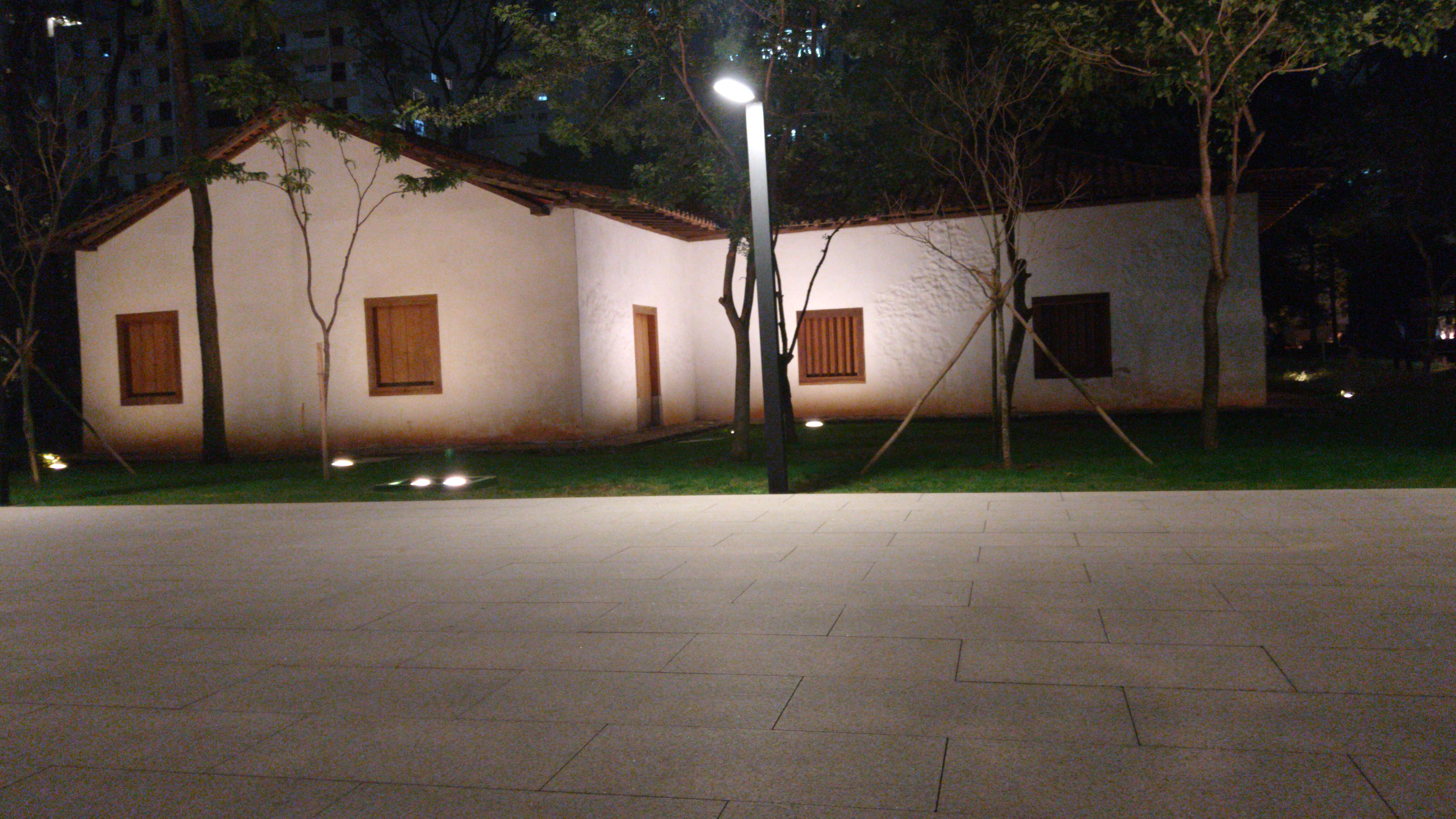
Casa Bandeirista do Itaim
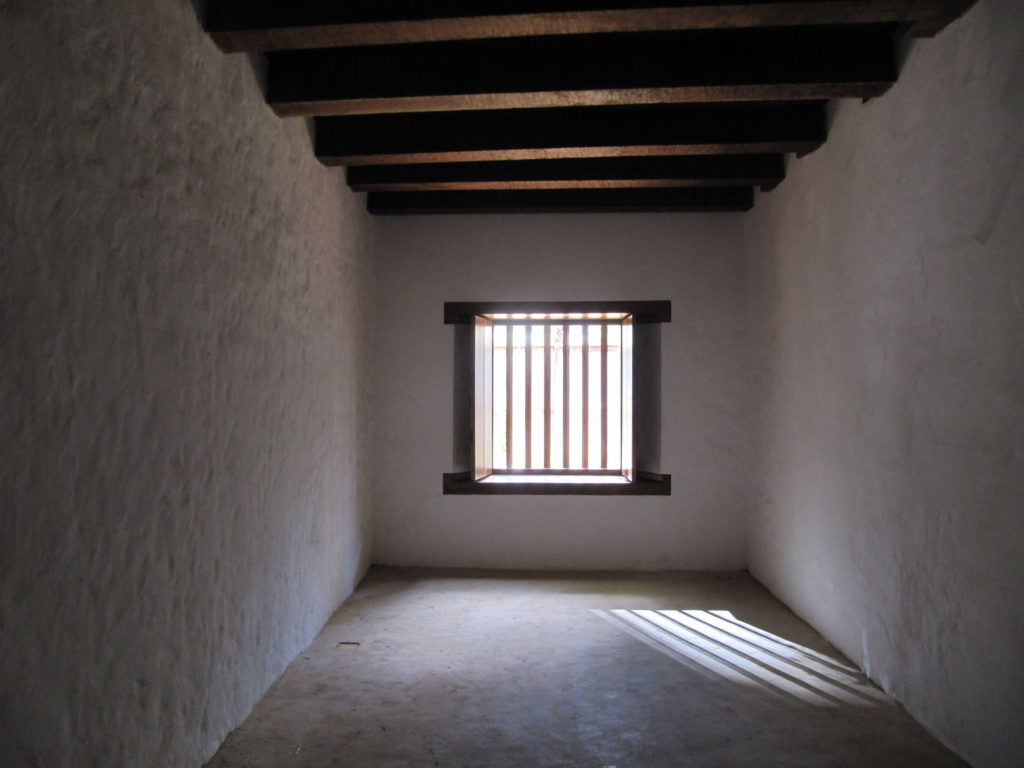
Acabamento rústico nos trechos recompostos das paredes
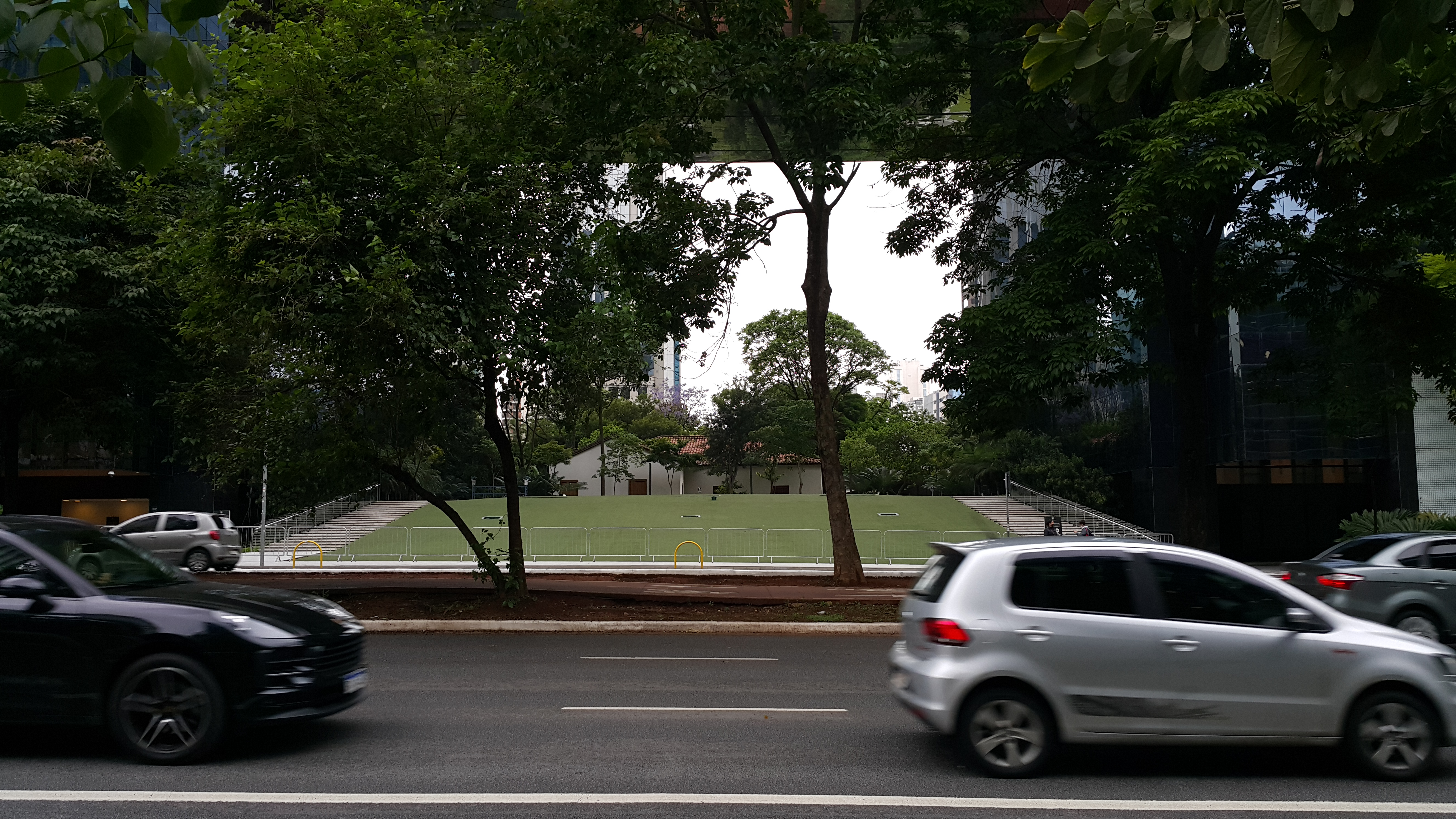
A casa vista do outro lado da Avenida Faria Lima
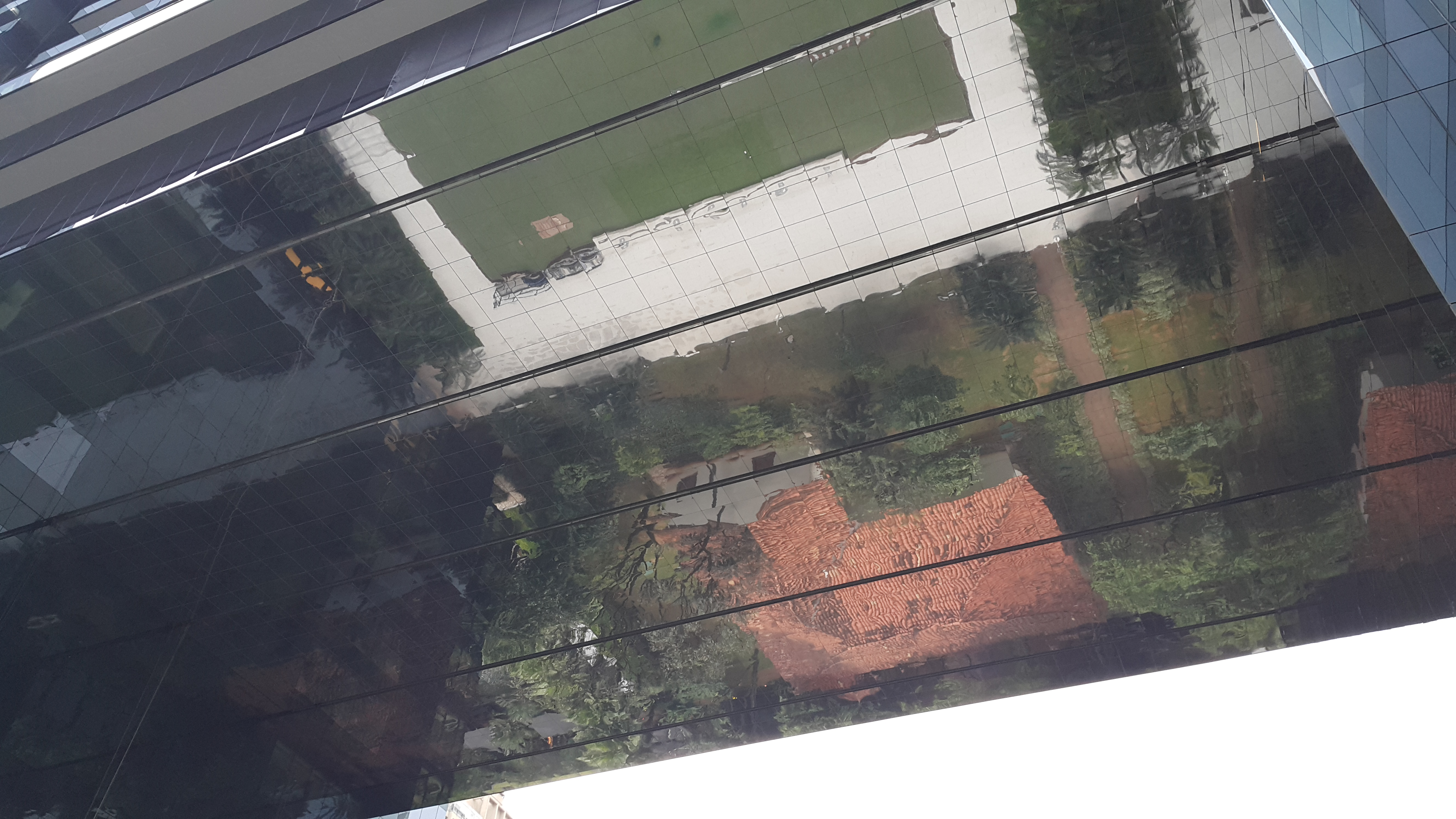
A casa sendo refletiva pelas janelas do Edifício Pátio Victor Malzoni